# Inter Link

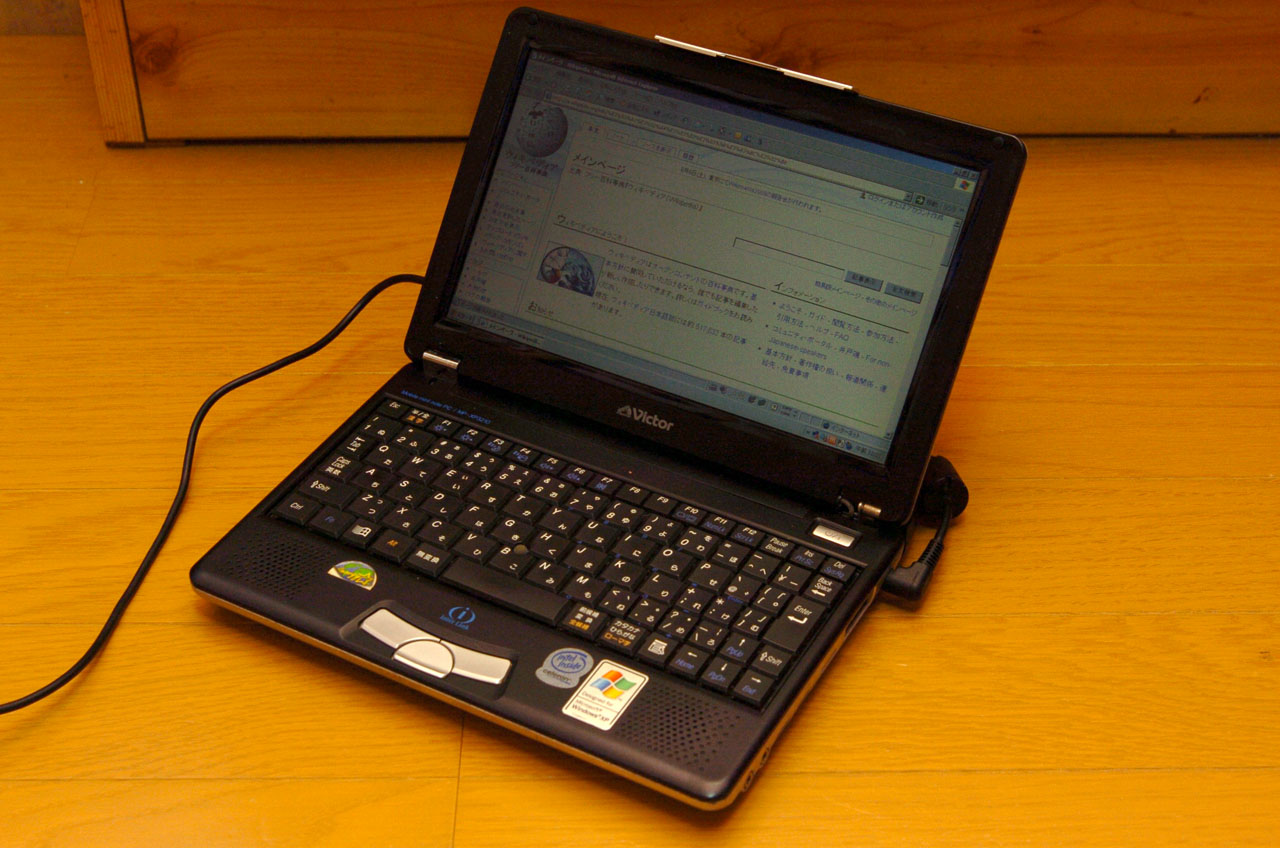
Victor InterLink MP-XP3210

Inter Link（インターリンク）は日本ビクターが1999年から2004年にかけて販売していた小型ノートパソコン。 スペースを入れずにInterLinkとも表記された。
Windows CEを搭載したInterLinkCE、Windows XPを搭載し1スピンドルのInterLinkXP、Windows XPを搭載しDVDドライブを内蔵した2スピンドルのInterLinkXVがあった。
日本ビクターはInter Linkを自社企画・設計・製造・販売としているが、設計・製造は台湾メーカーであるASUSが「Inter Linkは日本ビクターとの共同企画であり、設計・製造はASUSが行っている。」と発表していた。
製品はミニノートに分類され、ソニーのVAIOと同様、AV仕様パソコンで、ビクター独自の音響再生技術であるCCコンバータをソフトウェア化したものを搭載し音質に力を入れていた。デザインはトップカバー中央に (i)とInter Linkの文字。